# Vietri di Potenza
Vietri di Potenza è un comune italiano di 2 617 abitanti della provincia di Potenza in Basilicata. Il comune fa parte dell'area programma "Marmo-Platano-Melandro". Il paese è denominato la "porta della Basilicata" grazie alla sua posizione geografica, essendo il primo paese lucano da attraversare per chi proviene dalla Campania.

## Geografia fisica
Vietri di Potenza sorge sulla sommità di una collina e il borgo si sviluppa su diverse alture. La parte più bassa, verso chi proviene da Salerno, si trova a circa 200 metri s.l.m., mentre il centro storico raggiunge un'altitudine massima di 405 metri s.l.m. Situato al confine con la Campania, Il territorio presenta un profilo irregolare e frastagliato, caratterizzato da notevoli variazioni altimetriche.

## Storia

### Onorificenze
Vietri di Potenza è stata insignita dalla nomina di "Città dell'Olio", da parte dell'Associazione Nazionale Città dell'Olio.
Carlo Azeglio Ciampi, allora Presidente della Repubblica, in data 09/11/2005 ha consegnato all'allora sindaco di Vietri di Potenza, Felice Grande, la "Medaglia d'Oro al Merito Civile" per il terremoto del 23 novembre 1980.

## Monumenti e luoghi d'interesse

### Architetture militari
- Cinta muraria (ruderi)
- Monumento dei Caduti (Piazza del Popolo)

### Architetture civili
- Torre dell'Orologio in Piazza del Popolo
- Palazzo dei Briganti
- Palazzo Taglianetti-Capuano
- Palazzo Iovine
- Palazzo Di Stasio-Spremolla
- Fontana-Lavatoio
- Fontana Grotta di Cesare

### Architetture religiose
- Chiesa madre di San Nicola di Mira, con all'interno una Madonna col Bambino di Paolo de Matteis, dipinta verso il 1718.[5]
- Chiesa di San Giuseppe
- Chiesa di San Michele
- Chiesa della Santissima Annunziata
- Chiesa della Madonna del Carmine
- Chiesa della Madonna delle Grazie
- Convento dei Frati Cappuccini (1652)

## Società

### Evoluzione demografica
Abitanti censiti

### Etnie e minoranze straniere
Al 31 dicembre 2007 a Vietri risultano residenti 23 cittadini stranieri.

### Eventi
A partire dal 2013 il Comune organizza e promuove "Tipica", un percorso enogastronomico dedicato all'olio e alle tipicità vietresi che si snoda tra le vie del borgo.

## Cultura

### Cucina
La tradizione culinaria di Vietri di Potenza affonda le proprie origini sulla tradizione agricola del territorio. A caratterizzarla sono svariate ricette raccolte dai ricordi popolari, come le Patate rosse, la Ciambotta, il Calzone con la minestra, gli Strufoli.

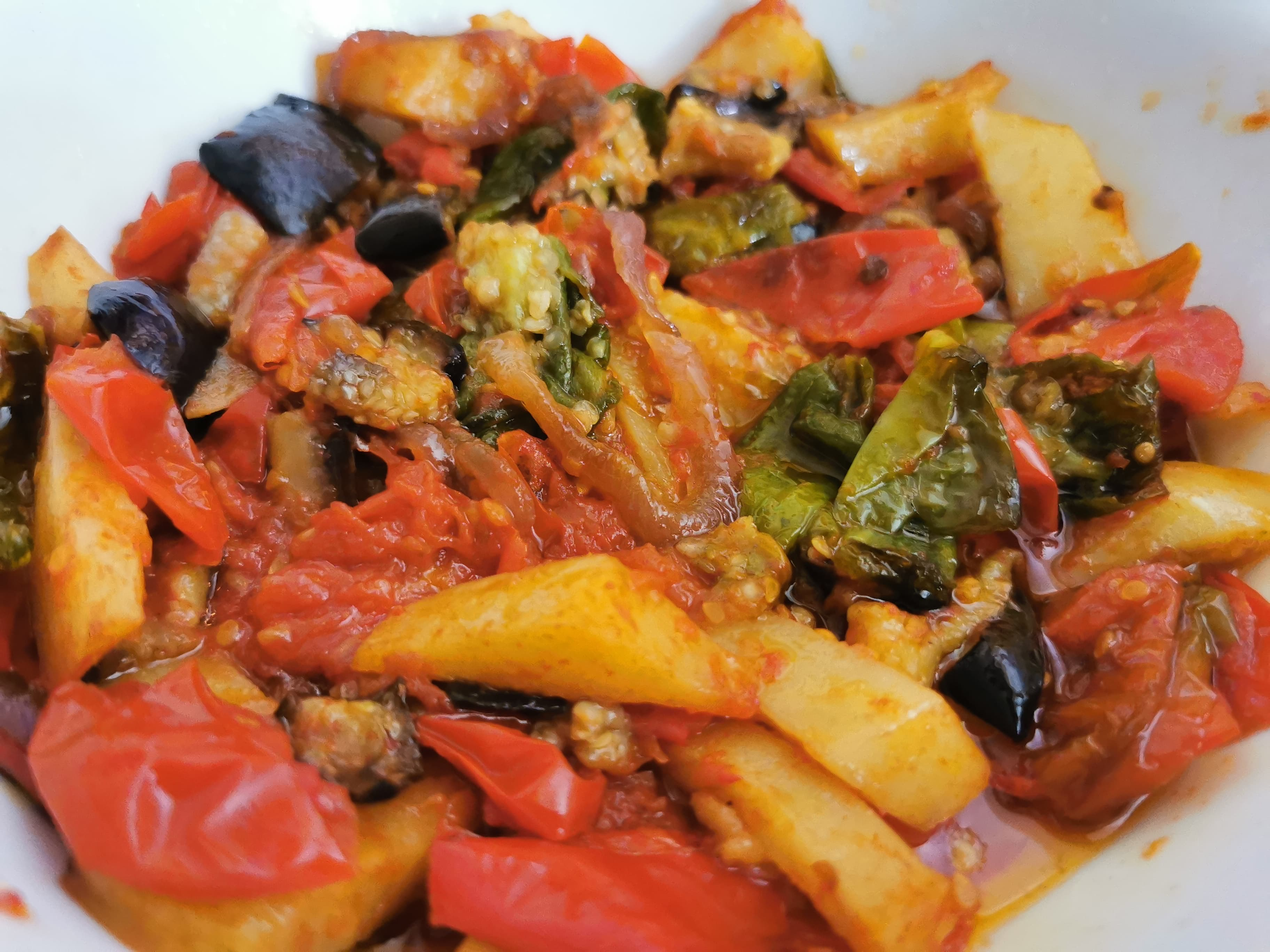
Ciambotta di Vietri di Potenza

## Economia

### Prodotti tipici

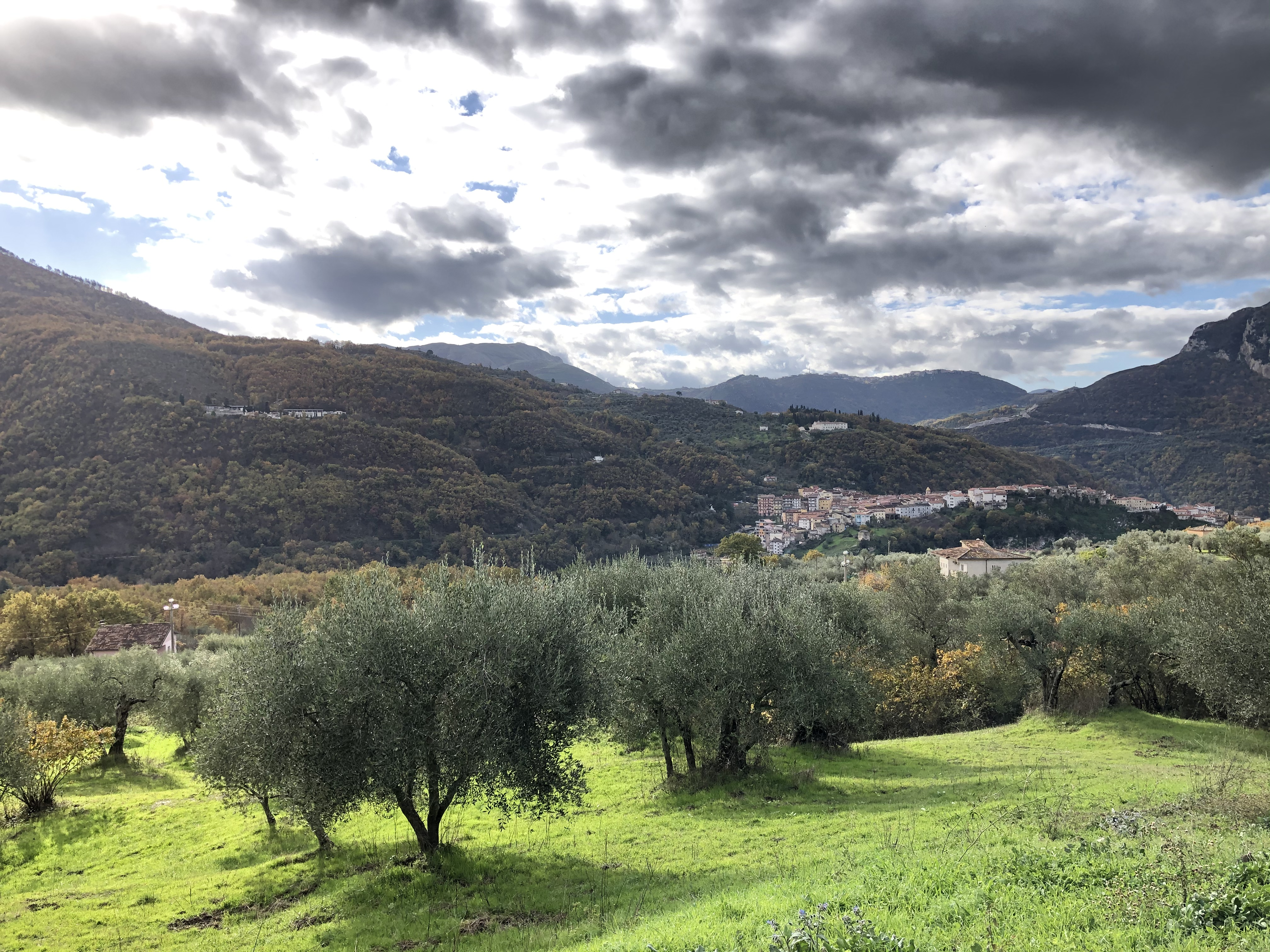
Piante di olivo nel territorio di Vietri di Potenza

L’oliva Cornacchiola è un tipo di oliva presente sul territorio di Vietri di Potenza, che per la qualità di questo prodotto è chiamata “Città dell’olio”. L’oliva Cornacchiola ha una buona produttività e la sua raccolta inizia a novembre. L’oliva Cornacchiola è un tipo di oliva non resistente alla rogna, ma molto resistente alla mosca e all'occhio di pavone. La pianta è adatta per l’allevamento a vaso, è una pianta autosterile e quindi necessita di opportuni impollinatori. L’olio è molto dolce ed è un prodotto dal fruttato leggero di tipo maturo.
Dopo la raccolta, prima di portare le olive al frantoio, vengono selezionate quelle più grandi e polpose per la conservazione e il consumo da tavola, secondo ricette e usi locali. Le olive vengono salate con del sale fino e messe in bacinelle, dove vengono mescolate più volte al giorno per circa cinque o sei giorni. Dopo essere state essiccate al sole per circa una settimana, le olive vengono assaggiate per verificare il livello di sapidità e consistenza. Dopo aver perso gran parte dell’acqua, e con essa, anche il forte sapore amaro, le olive vengono lavate con acqua tiepida e messe nei cestini di vimini ad asciugare. A questo punto, le olive si condiscono con olio, sale, aglio a pezzettini e origano, poi vengono conservate in un barattolo di vetro con un po’ di olio per far sì che non si creino bolle d’aria.
L'oliva cornacchiola è stata inserita nell'elenco dei Prodotti Agroalimentari Tradizionali (PAT) con pubblicazione sulla Gazzetta Ufficiale del 20 febbraio 2020..

## Infrastrutture e trasporti

### Strade
Nel territorio di Vietri di Potenza ci sono diversi chilometri del raccordo autostradale Sicignano-Potenza, dallo svincolo Vietri-Balvano (in territorio vietrese, in contrada Cugni) fino al viadotto Platano (confine con Romagnano al Monte, Salerno). Vietri ha due svincoli autostradali, quello di Vietri-Balvano e quello di Vietri-San Vito.
- Strada Statale 94 del Varco di Pietrastretta
- Strada Provinciale 12 Vietrese

### Ferrovie
- Stazione di Romagnano-Vietri-Salvitelle sulla ferrovia Battipaglia-Potenza-Metaponto

## Amministrazione

### Gemellaggi
Vietri di Potenza, dal 6 aprile 2013, è gemellato con Muro Lucano (PZ), in onore di San Gerardo Maiella.

## Sport

### Impianti sportivi
- Stadio "Santa Domenica" (erba naturale) con tribuna e 400 posti a sedere;
- Campo di Calcetto all'aperto con erba sintetica (con tribuna);
- Palazzetto dello Sport "Santa Domenica" con parquet e tribuna al coperto;
- Campo di tennis
- Piscina comunale "Piscina del sole"